# カッペッラ・マッジョーレ
カッペッラ・マッジョーレ（伊: Cappella Maggiore）は、イタリア共和国ヴェネト州トレヴィーゾ県にある、人口約4,700人の基礎自治体（コムーネ）。

## 地理

### 位置・広がり
トレヴィーゾ県北東部に位置するコムーネ。

#### 隣接コムーネ
隣接するコムーネは以下の通り。
- コッレ・ウンベルト
- コルディニャーノ
- フレゴーナ
- サルメデ
- ヴィットーリオ・ヴェーネト

### 気候分類・地震分類
気候分類では、zona E, 2601 GGに分類される。
また、イタリアの地震リスク階級 (it) では、zona 2 (sismicità media) に分類される。

## 姉妹都市
- Earlston、イギリス 2004年
- Zorneding、ドイツ 2013年